# Municipio de Monroe (condado de Clermont)
El municipio de Monroe (en inglés: Monroe Township) es un municipio ubicado en el condado de Clermont en el estado estadounidense de Ohio. En el año 2010 tenía una población de 7828 habitantes y una densidad poblacional de 95,33 personas por km².

## Geografía
El municipio de Monroe se encuentra ubicado en las coordenadas 38°56′4″N 84°11′25″O / 38.93444, -84.19028. Según la Oficina del Censo de los Estados Unidos, el municipio tiene una superficie total de 82.12 km², de la cual 81,38 km² corresponden a tierra firme y (0,89 %) 0,73 km² es agua.

## Demografía
Según el censo de 2010, había 7828 personas residiendo en el municipio de Monroe. La densidad de población era de 95,33 hab./km². De los 7828 habitantes, el municipio de Monroe estaba compuesto por el 97,83 % blancos, el 0,43 % eran afroamericanos, el 0,24 % eran amerindios, el 0,14 % eran asiáticos, el 0,22 % eran de otras razas y el 1,14 % eran de una mezcla de razas. Del total de la población el 0,91 % eran hispanos o latinos de cualquier raza.